# Parafia Matki Bożej Wspomożenia Wiernych w Skawie
Parafia Matki Bożej Wspomożenia Wiernych w Skawie – parafia rzymskokatolicka należąca do dekanatu Rabka archidiecezji krakowskiej. Parafię prowadzą księża Salezjanie. 

## Historia
1 października 1942 roku, kuria metropolitalna w Krakowie wydała dekret erekcyjny ustanawiający parafię w Skawie pw. Matki Bożej Wspomożenia Wiernych. W 1931 architekt Wojtyga wykonał projekt kościoła parafialnego, a nadzór nad budową powierzono architektowi Franciszkowi Kotońskiemu z Zakopanego. Budowę rozpoczęto 1932 r. W niedzielę 26 maja 1935 r. odbyła się potrójna uroczystość: poświęcenie kamienia węgielnego pod kościół, wprowadzenie relikwii św. Jana Bosko oraz odpust MB Wspomożycielki. Rok później, 18 października 1936 roku, biskup Stanisław Rospond poświęcił nową świątynię.
Na terenie parafii funkcjonują też kaplice: pw. Najświętszego Serca Jezusowego i pw. Niepokalanego Poczęcia NMP (obydwie w Skawie).

## Proboszczowie
Proboszczowie parafii Skawa (Salezjanie – SDB):
- ks. Walenty Kozak 1942–1946
- ks. Antoni Czop 1946–1957
- ks. Jan Betleja 1957–1962
- ks. Zygmunt Wójciak 1962–1968
- ks. Józef Rybka 1968–1975
- ks. Aleksander Karkoszka 1975–1981
- ks. Eugeniusz Muła 1981–1987
- ks. Bronisław Piróg 1987–1990
- ks. Michał Szafarski 1990–1996
- ks. Krzysztof Pilarz 1996–2002
- ks. Garbacz Janusz 2002–2008
- ks. Piotr Kadela 2008–2014
- ks. Krzysztof Rodzinka 2014–2017
- ks. Tadeusz Szamara 2017 – 23 lipca 2023[4][5]
- ks. Robert Wróblewski od 23 lipca 2023[6]